# Saison 2010-2011 du Stade brestois 29
Maillots
Chronologie
Saison précédente Saison suivante
La saison 2010-2011 du Stade brestois 29, club de football français, voit le club évoluer en Ligue 1 pour la première fois depuis 19 ans,.

## Déroulement de la saison

### Avant saison

#### Préparation de la saison
Le budget du Stade brestois augmente pour sa saison dans l'élite. Les dotations de la part de la Ligue de football professionnel augmentent pour atteindre environ 13 millions d'euros, le club ayant reçu lors de sa précédente saison en Ligue 2 quelque cinq millions d'euros. Certains des sponsors du club ont prolongé leurs contrats, comme le groupe Quéguiner qui a prolongé de trois ans ses engagements lors des matches à domicile, ou le groupe Crédit Mutuel Arkéa qui via une opération de naming s'engage pour cinq ans avec le club. Le groupe Sill signe pour trois ans pour devenir le sponsor maillot principal à l’extérieur. Le club dispose ainsi d'un budget de 24 millions d'euros pour cette saison, dont 4 millions d'euros fournis par les entreprises partenaires, 5 millions d'euros par la billetterie, et 15 millions d'euros par les droits télévisuels réservés par la LFP.
Le 10 juin 2011, les droits audiovisuels du stade brestois pour la saison 2010/2011 s'élèvent finalement à 16 millions d'euros.
Le nombre d'abonnés est passé d'un millier la saison précédente à 8 300 et le Stade brestois espère passer de 120 000 à 450 000 euros de chiffres d’affaires en produits dérivés.
Certaines des politiques du club évoluent, Brest se dote aussi d'un nouveau logo au terme de la saison précédente et va jouer la saison 2010-2011 pour la première fois avec celui-ci, et un règlement est instauré pour que les joueurs n'utilisent pas de casque sonore lors des contacts avec le public. La localisation des supporters locaux au sein du Stade Francis-Le Blé, agrandi à l'occasion de la montée en ligue 1, est aussi revue à la suite des demandes de la LFP.
Le premier entraînement a lieu le 29 juin, et deux stages de préparation sont planifiés, le premier à Samoëns en Haute-Savoie du 3 au 10 juillet, puis un second du 21 au 25 juillet à Roscoff.

#### Matches de préparation
Plusieurs matches de préparation sont organisés avant la reprise du Championnat, le premier étant le vendredi 9 juillet contre Istres à Combloux en Rhône-Alpes. Deux matchs sont aussi programmés au mois de juillet dans le cadre du « Challenge Paul-Le Hesran » du nom d'un ancien joueur, ancien président du Stade briochin puis président de la Ligue de l'Ouest de Football, le premier contre le Vannes OC le 14 juillet, et le second contre le FC Lorient le 17 juillet. Le club doit aussi jouer contre le Stade rennais à Combourg le 21 juillet, contre l'EA Guingamp à Roscoff le 24 juillet, contre Plabennec le 28 juillet à Berven-Plouzévédé, et contre le Lille OSC à Guipavas le 31 juillet.
Au terme des deux matches face au Vannes OC puis au FC Lorient, le Stade brestois remporte la première édition du « Challenge Paul-Le Hesran » de Saint-Brieuc.

### Poule Aller

#### Apprentissage de la Ligue 1
Les voyants sont aux verts sur la préparation et le mercato. Brest doit faire le dur apprentissage de la ligue 1. Il ne se montre pas ridicule à Toulouse, même plutôt séduisant mais paie son manque d'expérience par une défaite "loin d'être dramatique" selon Dupont. Brest reçoit ensuite Auxerre. Il est largement supérieur aux bourguignons et un but de Nolan Roux le récompense à la demi-heure de jeu. Lesoimier puis Poyet manquent de peu le break. En 2e période les Bretons se montrent toujours à leur avantage mais sur un coup du sort, ils encaissent un but sur un corner inexistant et chanceux. Frustrant mais Brest n'a pas à être inquiet dans le jeu. "Je suis un peu déçu du résultat mais pas de la manière car ce soir on montrait qu'on méritait notre place en ligue 1" déclare Dupont. Kantari déplore la fatigue et reconnait que l'énergie déployé risque à Brest de "laisser des plumes". Jean Fernandez, lui ne fait pas le malin : "on a été clairement dominé par une belle équipe brestoise qui avait du cœur et des tripes". Le malin, Brest va-t-il le faire en déplacement chez l'ogre Lyonnais ? Brest se montre clairement séduisant et encaisse un but contre le cours du jeu en première mi-temps. En 2e Brest domine totalement la partie mais c'est d'abord un pénalty qui n'est pas sifflé pour une main volontaire dans la surface, puis c'est la barre qui repousse une tête de Touré. Roux attrapera lui le poteau et buttera sur Lloris. 1-0, Lyon a eu chaud. Claude Puel a beau faire le fier "c'est notre première victoire, il faut savourer", il reconnait que "Brest a montré du très bon football et aurait mérité mieux. On a eu en face de nous un Barça B". Alex Dupont lui déplore "l'arbitrage qui est pénalisant pour Brest" et "le manque de réussite depuis le début de saison.

#### Série de victoires à l'extérieur
Caen, un autre promu est dans une forme éclatante, il est 2e avec des victoires contre Marseille et Lyon. Mais il valse à D'ornano face à des Brestois encore une fois séduisants dans le jeu. L'expulsion caennaise est logique. Mais malgré de belles occasions 0-0 à la mi-temps. Nolan Roux va inscrire un but superbe après l'heure de jeu : sur un centre à 30 centimètres du sol, il reprend le ballon à l'entrée de la surface du plat du pied juste comme il faut et trompe le gardien sous la barre. Un vrai chef-d'œuvre. Licka va assurer une fin de match tranquille en transformant superbement un pénalty pour une faute à la limite de la surface (mais dans la surface) sur Lesoimier. La réussite a enfin tournée et l'arbitrage aussi. Place au derby face au FC Lorient. Face à une équipe qui lui ressemble sur le plan du jeu, Brest ne va pas parvenir à gagner pour la première fois de la saison et malgré sa domination concédra le 0-0 dont Dupont considérera comme un "bon résultat". Brest pointe alors à la 15e place avant le déplacement à Nancy. Objectif : prendre un point. Brest fera même mieux. Séduisants dans le jeu, les bretons sont solides en défense et à la mi-temps le match nul est prometteur. Sur une grosse erreur défensive nancéine Micola ouvre le score. Peu inquiété, Brest va doubler la mise dans le temps additionnel grâce à un superbe but de Touré. 2-0, les Bretons ont été impressionnants de maîtrise collective. Le déplacement à Lorient 3 jours plus tard compte pour les 16e de finale de la Coupe de la Ligue. La défaite 1-0 est anecdotique puisque Brest s'est bien comporté et que les coupes ne sont pas la priorité bretonne. 11e, Brest reçoit sans trop de pression Valenciennes. Les bretons dominent encore une fois mais manquent d'efficacité. Le scénario est incroyable : Valenciennes obtient un pénalty litigieux transformé mais à retirer, Elana sort superbement le 2e tir. Quelques minutes plus tard Nolan Roux ouvre joliment le score à la suite d'un corner. Lesoimier manquera le break mais qu'importe, Brest a enfin gagné à domicile et accroche une belle 8e place. En principauté, Brest va faire déjouer Monaco grâce à un Elana des grands soirs, un Nolan Roux inspiré dans ses frappes et dans son placement, et une belle frappe de Grougi en 2e période. La victoire 1-0 est loin d'être immérité même si Monaco a eu des occasions. 5e, Brest malgré une énorme domination et trois poteaux ne parvient pas à marquer contre Arles-Avignon, en manque de points. Dupont est satisfait du début de saison : "la réussite nous a manqué mais je crois que l'on a fait ce qu'il fallait pour marquer. 5e, c'est une très bonne place, au-delà de nos espérances donc je suis un entraîneur content". Brest va à Bordeaux pour prendre au moins à points. Intelligent, il va même ouvrir le score par Poyet sur corner dès la 5e. Des occasions manquées avant la mi-temps auraient pu alourdir le score plus tôt. Elana est rassurant, Bordeaux transparent. Nolan Roux touche la barre mais est décisif sur une action collective de grande classe. Lesoimier conclus (2-0). La victoire est prestigieuse et permet à Brest de monter à la 4e place. Dupont est bien sûr satisfait :" Je pense que le score est justifié et que nous méritons cette victoire. Nous avons réalisé une très belle première mi-temps, où nous aurions peut-être pu doubler la mise. Nous nous attendions à une réaction des bordelais en seconde mi-temps et nous avons su laisser passer l’orage et ne pas s’affoler. Nous ne voulions pas seulement subir mais marquer un deuxième but. Bien sûr nous avons souffert mais le score est logique ce soir. Nous jouons tous les matches pour les gagner, que ce soit à domicile ou à l’extérieur. Bordeaux est une belle équipe et nous avons bien défendu pour mieux marquer par la suite. L’esprit d’équipe est important et mes joueurs l’ont démontré ce soir". Tigana reconnait que la victoire Brestoise "est largement justifiée". Brest peut s'emparer du trône avec la réception de Saint-Etienne. Brest domine mais la première période est plutôt pauvre en occasions. Puisque l'arbitre n'a pas signalé hors-jeu, les stéphanois touchent le poteau d'Elana. En 2e période la domination Brestoise est concrétisée. Roux est lancé dans la surface mais est taclé irrégulièrement. L'arbitre laisse l'avantage et Grougi centre pour la tête de Licka au sein d'une défense Stéphannoise passive. 1-0, Sainté peut égaliser mais la sortie d'Elana est impeccable. Il conservera son invincibilité de 794 minutes sans prendre de buts. Poyet va enrouler une frappe lobée en pleine lucarne à la suite d'une action collective tout aussi belle. 2-0, Brest est leader. "On était un peu paralysé par l’enjeu en première période. Dans la deuxième, on s’est lâché et cela a payé. Après on est premier, que demande le peuple ? Du pain, et on lui donne de la brioche ! Ce n’est pas simplement 15 000 personnes heureuses ce soir, c’est la joie de toute une ville, d’un département et de la Bretagne. Ici, il y a une véritable culture du foot et il faut le respecter. Notre réussite, c’est celle d’un groupe de mecs bien qui se sont battus pour réussir avec un recrutement sérieux. On continue sur notre lancée sans se poser trop de questions" dira Dupont, sur un nuage.

#### Des points gagnés plus difficilement
Brest est leader et le restera jusqu'au déplacement à Rennes. Brest s'incline non sans démériter 2-1 et se retrouve 6e. Une place plus haute que les attentes. Brest va littéralement écraser Lens lors de l'un de ses meilleurs matchs de la saison. Autant il a eu une mainmise sur le match et montré une assurance de tous les instants, autant Lens a perdu. Ses repères, tout d'abord, Jean-Guy Walhemme et Jacques Santini n'auraient pas pu s'enfoncer plus profondément dans leur banc tant l'aphonie des techniciens au service des nordises ne pouvaient se faire entendre des joueurs et les remplacements offensifs de la seconde mi-temps furent interprétés d'une manière confuse, avec des quantités de hors jeu effrayantes face à une équipe qui jouait pourtant assez bas. Les Lensois sont rentrés dans le match cependant avec une certaine envie, le report ayant stimulé l'impatience mais les 10 premières minutes de coups francs bien négociés, de pressing haut ne survivaient pas à l'ouverture du score des Brestois sur un coup franc parfaitement tiré par Grougi et repris par Poyet de la tête. Seule la possession de balle et l'attention des attaquants face aux ballons perdus permit aux Sang et Or de chercher à recoller au score par un contre bien mené par Eduardo et un duel face à Brou Apanga remporté. Pour la seule et unique fois de la rencontre, le portier Brestois est battu.
Mais entre l'ouverture du score et cet unique but pour le RCL, Bruno Grougi récidiva dans ses passes et envoya son club prendre une avance que les adversaires ne rattraperont jamais par un corner parfaitement tiré par l'homme du match vers Baysse, remonté aux avants postes et qui propulse le cuir dans les filets de Runje, trop avancé sur le buteur. Les deux équipes se quittent sur un but d'écart en faveur des hôtes mais un soupçon d'espoir subsiste pour Lens, grâce à ce but d'Eduardo. Après quelques tentatives infructueuse pour revenir au nul de la part des visiteurs du Lundi soir, ce fut encore et toujours Grougi de s'illustrer en inversant les positions de son tandem avec Nolan Roux qui est excentré et lâche une frappe aile gauche, qui s'envole au-dessus de Runje, encore battu mais heurte la lucarne pour rebondir dans la surface et sur le pied précis de Bruno Grougi qui achève le gardien croate. Le break est à nouveau fait et les Lensois, mis à part un dernier geste du désespoir de Toifilou Maoulida, venant juste d'entrer, ne parviendront jamais à trouver leurs marques et réussir les gestes les plus simples, ou encore jouer en moins de 3 touches de balle. Absolument terrifiant, à l'image de Hermach, désarçonne par le cours des évènements et plus soutenu par Kovacevic, rare joueur rassurant de cet effectif avec Demont, actif et ambitieux malgré un manque certain de réalisme. C'est au moment où les Lensois semblent toucher le fond que le Stade le Blé, totalement charmé par ce Stade Brestois qui survole, assiste à un festival Nolan Roux qui se conclut, encore une fois, par une inversion avec Grougi et un centre superbe de Roux sur la tête de Grougi. L'art et la manière de mettre le monde à l'envers. Puis les dernières minutes furent plus bâclées, mais on sentait l'effectif de Dupont grisé par la situation et expérimenter, ne plus vouloir s'arrêter. Alors que le coup de sifflet final se fait entendre, les Lensois lessivés par un ouragan blanc et rouge filent vers une crise à gérer et une place de relégable alors que les Bretons attendent l'OM et le PSG au tournant. En tout cas, le leader et son dauphin n'ont plus le droit de se laisser surprendre par ce collectif impressionnant et ses individualités qui n'ont pas fini de se révéler, à l'image de l'imparable Grougi, directement impliqué sur tous les buts de son club. Un grand match. Avant la trêve, il faut jouer encore quelques matchs. Si la défaite à Paris n'est pas honteuse et est contre le cours du jeu (3-1), le match nul (0-0) contre Montpelier est un peu plus embêtant mais il aurait pu se transformer en victoire si l'arbitre avait sifflé pénalty pour le double coup de coude de Spahic sur Roux. Le boucher sera suspendu après convocation par la LFP. Le nul à Nice est une bonne opération tandis que celui contre Marseille aurait pu être une victoire si Grougi n'avait pas touché le poteau et si Roux n'avait pas été blessé. 7e avec 28 points à la trêve, Brest a de quoi être fier.

### Trêve hivernale
Le stade brestois effectue un stage à Clairefontaine
Ce stage va permettre de se reposer et de préparer le début d'année. C'est aussi le moment d'effectuer des transferts puisque c'est le mercato hivernal qui marque le prêt de Lorenzi à Arles-Avignon et celui de Darlas. Ayité arrive pour pallier l'absence de Nolan Roux, indisponible 3 mois.

## Poule retour
Brest reprend la compétition par les 32e de finale de la coupe de France et se qualifie 1-0 grâce à Martial sur le terrain d'Issy-les-Moulineaux. 10 clubs de ligue 1 chute à ce stade… Mais Brest va perdre son invincibilité face à Caen lors d'un match où rien n'a voulu lui sourire (1-3). Et Brest n'est toujours pas en réussite à Chambéry, petit poucet de la coupe de France car après avoir touché 5 fois les montants, Brest s'incline aux tirs au but (1-1 4-3 aux t.a.b.). Lorient ne réussit pas plus à Brest, pourtant solide mais décimé en attaque et Gameiro inscrit un doublé. Le premier but d'Ayité et un beau coup-franc de Grougi permet à Brest d'obtenir sa première victoire en 2011 en ligue 1 (2-1 contre Nancy). Mais fatigué et privé de Roux, Brest chute lourdement à Valenciennes malgré un bon jeu. Mais Ayité rassure Brest dans la foulée en inscrivant un doublé contre Monaco 2-0. Le point à Arles-Avignon est frustrant puisque le but des provençaux est entaché d'un hors-jeu. L'arbitrage va lâché Brest tout comme la réussite. Les bretons vont ainsi perdre quatre fois d'affilée contre Bordeaux (1-3), à Saint-Étienne (2-0 avec un pénalty litigieux pour les Verts), contre Lille (1-2, pénalty à 1-0 oublié) puis à Sochaux (pénalty discutable et à la 90e 2-1 avec un but encaissé malchanceux). 13e avec 3 points d'avance sur le 18e, Brest va retrouver la réussite contre Rennes où Nolan Roux inscrit un but splendide en pleine lucarne puis Grougi va conclure un superbe mouvement collectif (2-0). Le nul à Lens est une bonne opération même si Brest a touché la barre transversale. Le nul contre le PSG est injuste (2-2) avec une égalisation parisienne contre le cours du jeu à la 88e. Celui à Montpellier est solide (0-0) et celui contre Nice sur ce même score est obtenu au terme d'un match fermé. La défaite suivante à Marseille était prévisible mais est ternie par deux buts marseillais entaché de hors-jeu et d'un poteau brestois ainsi que de blessures graves pour Kantari et Daf auxquelles viendront s'ajouter celle de Brou Apanga plus tard. 3-0, c'est lourd et plutôt peu significatif. Que dire du corner Lyonnais qui amène le but journée suivante ? 0-1 à la 15e sur un corner mais 1-1 grâce à Licka et ont été tout proche du 2-1 avec la barre puis le poteau de Roux. Un point à deux journées de la fin : 15e à 2 points du 18e.
Mais quand Lens, Nancy et Monaco mènent, Brest se retrouve 18e malgré son bon nul 0-0 et sa domination. On craint le pire mais Touré ouvre le score grâce à une belle reprise de volée qui conclut une belle action collective. Brest est alors 13e avec 46 points, soit 2 de plus que le 18e. Pour descendre il faut qu'il s'incline contre Toulouse et que Nancy (contre Lens), Caen (contre Marseille !), Monaco (contre Lyon) l'emportent tandis que dans le même temps Valenciennes et Nice font match nul. Il n'y aura pas de concours de circonstance pareil et c'est Monaco qui prend la 18e place. Brest qui s'incline 0-2 face à Toulouse termine 16e avec 46 points, ce qui normalement équivaut à une 12e place. Sans les coups de sifflet étonnamment contre Brest, il aurait terminé au moins à 60 points, soit quasiment la ligue des champions. Alex Dupont est satisfait : « On avait une double chance. On avait la possibilité de se sauver par nous-mêmes et on était dans une position telle qu’il aurait fallu un concours de circonstances malheureux pour nous envoyer en Ligue 2. On va savourer ce soir parce que notre objectif est atteint. Je n’ai pas grand-chose à dire sinon que nous avons fait une bonne saison et on a vu de bons matches à Le Blé. L’équipe a su garder son fil conducteur, même dans les moments difficiles, avec un état d’esprit remarquable. Le public aussi a été formidable tout au long de la saison ». Des parcours pas exceptionnels mais honorables en coupes ne changeront rien : ce fut une très belle saison.

## Transferts

### Eté 2010
Plusieurs joueurs quittent le club ; dès le 21 mai 2010, le club annonce le départ de sept joueurs, Fabien Laurenti (prêté par le RC Lens), Richard Socrier, David Bouard, Cédric Fabien, Eric Sitruk, Romain Thomas et Anthony Le Gall. Mathias Autret quitte aussi le club, et signe son premier contrat professionnel à Lorient.
Dès le mois de mai 2010, d'autres joueurs prolongent aussi leurs contrats avec le club, comme les deux défenseurs centraux Moïse Brou Apanga et Ahmed Kantari, Oscar Ewolo et l'entraîneur Alex Dupont. Le gardien Steeve Elana prolonge son contrat de deux années supplémentaires. Le latéral sénégalais Omar Daf, quant à lui, prolonge son contrat avec Brest à la mi-juillet. Au début d'août, l'attaquant brestois Nolan Roux prolonge aussi son contrat.
Le club compte aussi plusieurs arrivées, avec Gaëtan Deneuve qui arrive de Châteauroux pour remplacer Maxime Monnier, parti à Plabennec, au poste de troisième gardien. Le milieu de terrain Granddi Ngoyi est prêté à Brest pour un an sans option d'achat par le PSG. D'autres joueurs arrivent aussi de clubs étrangers comme le défenseur latéral Filippos Darlas venant du Panathinaïkos, ou l'attaquant Tomáš Mičola et le milieu Mario Lička tous deux en provenance du club tchèque du Baník Ostrava. L'ancien joueur de Quevilly, Fodié Traoré, est également recruté pour une saison. L'arrière central droit Johan Martial, en provenance de Bastia et récent champion d'Europe des U19, est prêté avec option d'achat. Le milieu gauche offensif Richard Soumah, en provenance de Guingamp, est recruté pour 4 saisons.
Larsen Touré, qui intéressait Brest depuis le début du mercato, est finalement transféré au Stade brestois en août 2010. En provenance du LOSC, il vient à Brest pour un contrat de 3 ans. L'arrivée du défenseur du CS Sedan Paul Baysse à deux jours de la fin du mercato clôture le recrutement estival. Il s'engage pour quatre ans avec le Stade brestois.
Le bilan du recrutement est de 10 arrivées pour un montant de 3 millions d'euros et aboutit à un effectif de 27 joueurs.
Au niveau de l'encadrement, l'Argentin Miguel D'Agostino (en), qui avait déjà exercé comme entraîneur adjoint du Stade brestois de 2004 à 2007, revient au club pour superviser les joueurs.

### Hiver 2011
Dès le 6 janvier, le latéral gauche Fílippos Dárlas, arrivé pendant l'été 2010, est prêté jusqu'à fin de la saison au club grec de l'Atromitos FC. Grégory Lorenzi rejoint l'AC Arles-Avignon, lanterne rouge de Ligue 1, en prêt, le 18 janvier 2011.
À la recherche d'un attaquant pour suppléer Nolan Roux blessé, puis pour l'épauler, et après avoir en vain essayé de recruter Sebastián Ribas, le Stade brestois 29 jette son dévolu sur Jonathan Ayité, deux ans après l'avoir écarté de l'équipe.

### Joker médical
Le 3e gardien Simon Pontdemé rejoint l'AJ Auxerre le 3 février 2011 afin de remplacer le gardien remplaçant Rémy Riou, blessé pour 6 mois. 

## Équipe type
Il s'agit de la formation la plus courante rencontrée en championnat (établie à partir du temps de jeu de chaque joueur).
 mise à jour en date du : 9 mai 2011 

## Effectif complet
Joueurs prêtés
- Le défenseur Fílippos Dárlas, sous contrat avec le Stade brestois jusqu'en 2012 (si l'équipe se maintient en Ligue 1 en 2010-2011), est prêté pour 6 mois (janvier-juin 2011) au Atromitos FC.
- Le défenseur Grégory Lorenzi, sous contrat avec le Stade brestois jusqu'en 2011, est prêté pour 6 mois (janvier-juin 2011) à AC Arles-Avignon.
- Le milieu de terrain Diallo Guidileye, sous contrat avec le Stade brestois jusqu'en 2014, est prêté pour 6 mois (janvier-juin 2011) à son club formateur, l'ESTAC.

## Dirigeants
- Président : Michel Guyot  France
- Directeur sportif : Corentin Martins  France

Autres membres du staff technique :
- Jean Le Guen, Intendant
- Miguel D'Agostino (en), Superviseur

## Rencontres de la saison

### Ligue 1
mise à jour en date du : 7 mai 2011 
| Date          | Journée | Adversaire             | Lieu | Résultat | Buteurs Brest                       | Points | Place | Affluence | %remplissage | rapport |
| Matchs Aller  |         |                        |      |          |                                     |        |       |           |              |         |
| 07 / 08 / 10  | 1       | Toulouse FC            | ext. | 2 - 0    |                                     | 0      | 20e   | 14 653    | 41 %         |         |
| 14 / 08 / 10  | 2       | AJ Auxerre             | dom. | 1 - 1    | Roux 26e                            | 1      | 17e   | 12 209    | 94 %         |         |
| 21 / 08 / 10  | 3       | Olympique lyonnais     | ext. | 1 - 0    |                                     | 1      | 19e   | 32 720    | 80 %         |         |
| 28 / 08 / 10  | 4       | SM Caen                | ext. | 0 - 2    | Roux 75e Lička 78e                  | 4      | 15e   | 15 490    | 68 %         |         |
| 12 / 09 / 10  | 5       | FC Lorient             | dom. | 0 - 0    |                                     | 5      | 15e   | 14 480    | 93 %         |         |
| 18 / 09 / 10  | 6       | AS Nancy-Lorraine      | ext. | 0 - 2    | Mičola 70e Touré 93e                | 8      | 11e   | 14 159    | 71 %         |         |
| 26 / 09 / 10  | 7       | Valenciennes FC        | dom. | 1 - 0    | Roux 77e                            | 11     | 8e    | 11 520    | 74 %         |         |
| 02 / 10 / 10  | 8       | AS Monaco              | ext. | 0 - 1    | Grougi 71e                          | 14     | 5e    | 5 431     | 29 %         |         |
| 16 / 10 / 10  | 9       | AC Arles-Avignon       | dom. | 0 - 0    |                                     | 15     | 5e    | 12 406    | 80 %         |         |
| 23 / 10 / 10  | 10      | Girondins de Bordeaux  | ext. | 0 - 2    | Poyet 6e Lesoimier 80e              | 18     | 4e    | 25 528    | 74 %         |         |
| 30 / 10 / 10  | 11      | AS Saint-Etienne       | dom. | 2 - 0    | Lička 77e Poyet 84e                 | 21     | 1er   | 14 526    | 93 %         |         |
| 07 / 11 / 10  | 12      | LOSC Lille Métropole   | ext. | 3 - 1    | Poyet 61e                           | 21     | 2e    | 16 225    | 90 %         |         |
| 13 / 11 / 10  | 13      | FC Sochaux-Montbéliard | dom. | 1 - 1    | Roux 38e                            | 22     | 1er   | 12 960    | 83 %         |         |
| 20 / 11 / 10  | 14      | Stade rennais FC       | ext. | 2 - 1    | Grougi 92e                          | 22     | 6e    | 28 879    | 93 %         |         |
| 30 / 11 / 10  | 15      | RC Lens                | dom. | 4 - 1    | Poyet 11e Baysse 19e Grougi 65e 80e | 25     | 3e    | 13 761    | 88 %         |         |
| 05 / 12 / 10  | 16      | Paris Saint-Germain    | ext. | 3 - 1    | Roux 54e                            | 25     | 6e    | 28 058    | 59 %         |         |
| 11 / 12 / 10  | 17      | Montpellier HSC        | dom. | 0 - 0    |                                     | 26     | 6e    | 11 933    | 77 %         |         |
| 18 / 12 / 10  | 18      | OGC Nice               | ext. | 1 - 1    | Martial 14e                         | 27     | 7e    | 9 248     | 49 %         |         |
| 22 / 12 / 10  | 19      | Olympique de Marseille | dom. | 0 - 0    |                                     | 28     | 7e    | 15 154    | 97 %         |         |
| Matchs Retour |         |                        |      |          |                                     |        |       |           |              |         |
| 15 / 01 / 11  | 20      | SM Caen                | dom. | 1 - 3    | Grougi 45e                          | 28     | 9e    | 11 971    | 77 %         |         |
| 29 / 01 / 11  | 21      | FC Lorient             | ext. | 2 - 0    |                                     | 28     | 11e   | 15 469    | 85 %         |         |
| 05 / 02 / 11  | 22      | AS Nancy-Lorraine      | dom. | 2 - 1    | Ayité 44e Grougi 88e                | 31     | 10e   | 12 280    | 79 %         |         |
| 13 / 02 / 11  | 23      | Valenciennes FC        | ext. | 3 - 0    |                                     | 31     | 10e   | 10 682    | 65 %         |         |
| 19 / 02 / 11  | 24      | AS Monaco              | dom. | 2 - 0    | Ayité 14e 89e                       | 34     | 9e    | 13 271    | 85 %         |         |
| 26 / 02 / 11  | 25      | AC Arles-Avignon       | ext. | 1 - 1    | Touré 49e                           | 35     | 9e    | 7 405     | 42 %         |         |
| 06 / 03 / 11  | 26      | Girondins de Bordeaux  | dom. | 1 - 3    | Ferradj 87e                         | 35     | 11e   | 14 034    | 90 %         |         |
| 12 / 03 / 11  | 27      | AS Saint-Etienne       | ext. | 2 - 0    |                                     | 35     | 12e   | 20 706    | 58 %         |         |
| 19 / 03 / 11  | 28      | LOSC Lille Métropole   | dom. | 1 - 2    | Lesoimier 18e                       | 35     | 12e   | 13 354    | 86 %         |         |
| 02 / 04 / 11  | 29      | FC Sochaux-Montbéliard | ext. | 2 - 1    | Grougi 18e                          | 35     | 13e   | 10 982    | 55 %         |         |
| 09 / 04 / 11  | 30      | Stade rennais FC       | dom. | 2 - 0    | Roux 30e Grougi 54e                 | 38     | 12e   | 15 127    | 97 %         |         |
| 16 / 04 / 11  | 31      | RC Lens                | ext. | 1 - 1    | Ayité 60e                           | 39     | 11e   | 30 713    | 75 %         |         |
| 24 / 04 / 11  | 32      | Paris Saint-Germain    | dom. | 2 - 2    | Touré 37e Grougi 45+1e              | 40     | 11e   | 14 550    | 93 %         |         |
| 01 / 05 / 11  | 33      | Montpellier HSC        | ext. | 0 - 0    |                                     | 41     | 12e   | 13 837    | 42 %         |         |
| 07 / 05 / 11  | 34      | OGC Nice               | dom. | 0 - 0    |                                     | 42     | 14e   | 14 436    | 93 %         |         |
| 11 / 05 / 11  | 35      | Olympique de Marseille | ext. | 3 - 0    |                                     | 42     | 15e   | 46 313    |              |         |
| 16 / 05 / 11  | 36      | Olympique lyonnais     | dom. | 1 - 1    | Lička 76e                           | 43     | 15e   | 14 527    |              |         |
| 21 / 05 / 11  | 37      | AJ Auxerre             | ext. | 0 - 1    | Touré 63e                           | 46     | 13e   | 11 922    |              |         |
| 29 / 05 / 11  | 38      | Toulouse FC            | dom. | 0 - 2    |                                     | 46     | 16e   | 14 515    |              |         |

### Coupe de la Ligue
Le Stade brestois entame la compétition en 1/16e de finale en tant qu'équipe de Ligue 1 qui ne participe à aucune Coupe d'Europe.
| Date         | Tour               | Adversaire      | Lieu | Résultat | Buteurs Brest | Affluence | %Remplissage | Rapport |
| 21 / 09 / 10 | Seizième de finale | FC Lorient (L1) | ext  | 1 - 0    |               | 11 309    | 62 %         |         |

### Coupe de France
Le Stade brestois entame la compétition en 1/32 de finale en tant que club de Ligue 1. 
| Date         | Tour                      | Adversaire                  | Lieu | Résultat        | Buteurs Brest | Affluence | % Remplissage | Rapport |
| 09 / 01 / 11 | Trente-deuxième de finale | FC Issy-les-Moulineaux (DH) | ext  | 0 - 1 (a.p.)    | Martial 99e   | 2900      | 100 %         |         |
| 22 / 01 / 11 | Seizième de finale        | SO Chambéry Foot (CFA2)     | ext  | 1 - 1 (4 tab 3) | Grougi 107e   |           |               |         |

### Matchs amicaux
| Date         | Adversaire                | Lieu         | Résultat | Buteurs Brest                | Affluence | Rapport |
| 09 / 07 / 10 | FC Istres (L2)            | Combloux     | 2 - 1    | Lesoimier 30e 59e            |           |         |
| 14 / 07 / 10 | Vannes OC (L2)            | Saint-Brieux | 3 - 1    | Grougi 13e Roux 29e Laot 88e | 1 200     |         |
| 17 / 07 / 10 | FC Lorient (L1)           | Saint-Brieux | 1 - 1    | Roux 23e                     | 1 500     |         |
| 21 / 07 / 10 | Stade rennais (L1)        | Combourg     | 1 - 0    | Kantari 80e                  | 3 200     |         |
| 24 / 07 / 10 | EA Guingamp (Nat.)        | Roscoff      | 0 - 1    |                              | 1 346     |         |
| 28 / 07 / 10 | Stade plabennecois (Nat.) | Plouzévédé   | 2 - 1    | Lorenzi 73e Coulibaly 86e    | 1 418     |         |
| 01 / 08 / 10 | Lille OSC (L1)            | Guipavas     | 0 - 1    |                              | 1 500     |         |
| 03 / 09 / 10 | Vannes OC (L2)            | Vannes       | 0 - 1    | Grougi 71e                   |           |         |
| 08 / 10 / 10 | FC Nantes (L2)            | Quimper      | 1 - 2    | Poyet 72e                    | 3 000     |         |
| 04 / 01 / 10 | Stade plabennecois (Nat.) | Milizac      | 2 - 2    | Traoré 7e Mičola 10e         |           |         |

## Meilleurs buteurs
| Position | Nom               | Buts en L1 | Buts en C.F | Buts en C.L | Total Buts |
| -------- | ----------------- | ---------- | ----------- | ----------- | ---------- |
| 1        | Bruno Grougi      | 9 (3 sp)   | 1           | 0           | 10         |
| 2        | Nolan Roux        | 6          | 0           | 0           | 6          |
| 3        | Romain Poyet      | 4          | 0           | 0           | 4          |
|          | Jonathan Ayité    | 4 (1 sp)   | 0           | 0           | 4          |
|          | Larsen Touré      | 4          | 0           | 0           | 4          |
| 6        | Benoît Lesoimier  | 2          | 0           | 0           | 2          |
|          | Mario Lička       | 2 (1 sp)   | 0           | 0           | 2          |
| 8        | Johan Martial     | 1          | 1           | 0           | 2          |
| 9        | Tomáš Mičola      | 1          | 0           | 0           | 1          |
|          | Paul Baysse       | 1          | 0           | 0           | 1          |
|          | Brahim Ferradj    | 1          | 0           | 0           | 1          |
|          | Moïse Brou Apanga | 1          | 0           | 0           | 1          |

 mise à jour en date du : 21 mai 2011 

## Autres équipes

### CFA 2
Entraîneur du Stade brestois B :  Stéphane Nado
Stade Brestois (Réserve) : CFA2 - Groupe H :
- Calendrier
- Classement